# MobilePay
MobilePay er en dansk applikation til betaling med betalingskort via smartphone. Applikationen blev udgivet den 7. maj 2013 og var udviklet af Danske Bank. MobilePay blev slået sammen med norske Vipps i 2022. Herefter hedder selskabet Vipps MobilePay, og ejes af de norske banker der var bag Vipps og Danske Bank.
I Danmark bliver MobilePay distribueret i samarbejde med stort set alle banker i Danmark. Udover Danmark, hvor der var over 4,4 millioner brugere i 2022, er MobilePay også brugt i Grønland (men ikke på Færøerne) og i Finland (over 2 millioner brugere i 2022).
MobilePay kan bruges i fysiske butikker, i webshops, til abonnementsbetaling og fakturabetaling og til overførsel til andre, der har appen.[kilde mangler]
Den 1. oktober 2017 gav det danske Finanstilsyn MobilePay licens som e-pengeinstitut.

## Teknologi
MobilePay er en applikation til telefoner med styresystemerne iOS og Android. Ved at downloade applikationen, bliver man bedt om at tilknytte et betalingskort samt kontooplysninger til sit mobilnummer. Ved en overførsel indtastes et mobilnummer, som er tilmeldt systemet, hvorefter pengene overføres til denne konto, mens beløbet trækkes fra afsenderens kort.

### Sikkerhed
Applikationen beskyttes af en selvvalgt fire-cifret pinkode.

## Historie
Betaling via mobiltelefonen fik sit gennembrud i Danmark, da DSB og de øvrige trafikselskaber i hovedstadsområdet i januar 2009 lancerede billettering via sms, der fungerede som en udvidelse af et tilsvarende system på Fyn.
I 2012 indgik de danske banker et samarbejde om at udvikle en fælles løsning. Danske Bank valgte i slutningen af 2012 at afbryde samarbejdet, bl.a. med den begrundelse, at det fælles system ikke ville kunne anvendes i udlandet og lancerede den 7. maj 2013 MobilePay, som ved udgangen af 2013 var hentet 877.000 gange. Oprindeligt ville Danske Bank tilbyde MobilePay gratis frem til udgangen af 2013, men valgte efterfølgende at gøre løsningen gratis for privatbrugere også herefter .
Samarbejdet mellem de øvrige banker blev døbt Swipp, og blev lanceret 13. juni 2013.
I oktober 2016 brød Nordea ud af samarbejdet om udviklingen af den konkurrerende betalingsløsning Swipp og tilsluttede sig MobilePay-løsningen. Kort efter ophørte de øvrige danske banker samarbejdet om Swipp. MobilePay indgik herefter en række distributionsaftaler med danske pengeinstitutter om tilslutning til MobilePay-systemet.
Fra den 15. september 2019, annoncerede Mobilepay et månedligt gebyr for at bruge deres service MobilePay MyShop. Små erhvervsdrivende betaler i forvejen et gebyr på mellem 30 og 75 ører pr. transaktion.  
I 2022 fusionerede MobilePay med norske Vipps. Det nye selskab, Vipps MobilePay, ejes af de norske banker bag Vipps (72,2%) og Danske Bank (27,8%).
I oktober 2023 ændrede MobilePay gebyrstrukturen for små virksomheder, så de nu i stedet skal betale 0,99% af omsætningen i gebyr. Det kritiseres i medierne for at ville mangedoble omkostningen for butikkerne.